# Classement du championnat du monde des pilotes de Formule 1 de 1970 à 1979
Liste, par année, des pilotes de Formule 1 classés parmi les dix premiers du championnat du monde.

## 1970
| Classement     | Pilotes              | Pays             | Écuries                   | Points inscrits |
| -------------- | -------------------- | ---------------- | ------------------------- | --------------- |
| 1er (posthume) | Jochen Rindt         | Autriche         | Lotus-Ford                | 45              |
| 2e             | Jacky Ickx           | Belgique         | Ferrari                   | 40              |
| 3e             | Clay Regazzoni       | Suisse           | Ferrari                   | 33              |
| 4e             | Denny Hulme          | Nouvelle-Zélande | McLaren-Ford              | 27              |
| 5e             | Jackie Stewart       | Royaume-Uni      | March-Ford / Tyrrell-Ford | 25              |
| 6e             | Jack Brabham         | Australie        | Brabham-Ford              | 25              |
| 7e             | Pedro Rodríguez      | Mexique          | BRM                       | 23              |
| 8e             | Chris Amon           | Nouvelle-Zélande | March-Ford                | 23              |
| 9e             | Jean-Pierre Beltoise | France           | Matra                     | 16              |
| 10e            | Emerson Fittipaldi   | Brésil           | Lotus-Ford                | 12              |

Note : Jochen Rindt est l'unique pilote à avoir remporté un championnat du monde de Formule 1 à titre posthume.

## 1971
| Classement | Pilotes            | Pays        | Écuries      | Points inscrits |
| ---------- | ------------------ | ----------- | ------------ | --------------- |
| 1er        | Jackie Stewart     | Royaume-Uni | Tyrrell-Ford | 62              |
| 2e         | Ronnie Peterson    | Suède       | March-Ford   | 33              |
| 3e         | François Cevert    | France      | Tyrrell-Ford | 26              |
| 4e         | Jacky Ickx         | Belgique    | Ferrari      | 19              |
| 5e         | Joseph Siffert     | Suisse      | BRM          | 19              |
| 6e         | Emerson Fittipaldi | Brésil      | Lotus-Ford   | 16              |
| 7e         | Clay Regazzoni     | Suisse      | Ferrari      | 13              |
| 8e         | Mario Andretti     | États-Unis  | Ferrari      | 13              |
| 9e         | Peter Gethin       | Royaume-Uni | BRM          | 9               |
| 10e        | Pedro Rodriguez    | Mexique     | BRM          | 9               |

## 1972
| Classement | Pilotes            | Pays             | Écuries      | Points inscrits |
| ---------- | ------------------ | ---------------- | ------------ | --------------- |
| 1er        | Emerson Fittipaldi | Brésil           | Lotus-Ford   | 61              |
| 2e         | Jackie Stewart     | Royaume-Uni      | Tyrrell-Ford | 45              |
| 3e         | Denny Hulme        | Nouvelle-Zélande | McLaren-Ford | 39              |
| 4e         | Jacky Ickx         | Belgique         | Ferrari      | 27              |
| 5e         | Peter Revson       | États-Unis       | McLaren-Ford | 23              |
| 6e         | François Cevert    | France           | Tyrrell-Ford | 15              |
| 7e         | Clay Regazzoni     | Suisse           | Ferrari      | 15              |
| 8e         | Mike Hailwood      | Royaume-Uni      | Surtees-Ford | 13              |
| 9e         | Ronnie Peterson    | Suède            | March-Ford   | 12              |
| 10e        | Chris Amon         | Nouvelle-Zélande | Matra        | 12              |

## 1973
| Classement | Pilotes              | Pays             | Écuries      | Points inscrits |
| ---------- | -------------------- | ---------------- | ------------ | --------------- |
| 1er        | Jackie Stewart       | Royaume-Uni      | Tyrrell-Ford | 71              |
| 2e         | Emerson Fittipaldi   | Brésil           | Lotus-Ford   | 55              |
| 3e         | Ronnie Peterson      | Suède            | Lotus-Ford   | 52              |
| 4e         | François Cevert      | France           | Tyrrell-Ford | 47              |
| 5e         | Peter Revson         | États-Unis       | McLaren-Ford | 38              |
| 6e         | Denny Hulme          | Nouvelle-Zélande | McLaren-Ford | 26              |
| 7e         | Carlos Reutemann     | Argentine        | Brabham-Ford | 16              |
| 8e         | James Hunt           | Royaume-Uni      | March-Ford   | 14              |
| 9e         | Jacky Ickx           | Belgique         | Ferrari      | 12              |
| 10e        | Jean-Pierre Beltoise | France           | BRM          | 9               |

## 1974
| Classement | Pilotes            | Pays             | Écuries      | Points inscrits |
| ---------- | ------------------ | ---------------- | ------------ | --------------- |
| 1er        | Emerson Fittipaldi | Brésil           | McLaren-Ford | 55              |
| 2e         | Clay Regazzoni     | Suisse           | Ferrari      | 52              |
| 3e         | Jody Scheckter     | Afrique du Sud   | Tyrrell-Ford | 45              |
| 4e         | Niki Lauda         | Autriche         | Ferrari      | 38              |
| 5e         | Ronnie Peterson    | Suède            | Lotus-Ford   | 35              |
| 6e         | Carlos Reutemann   | Argentine        | Brabham-Ford | 32              |
| 7e         | Denny Hulme        | Nouvelle-Zélande | McLaren-Ford | 20              |
| 8e         | James Hunt         | Royaume-Uni      | Hesketh-Ford | 15              |
| 9e         | Patrick Depailler  | France           | Tyrrell-Ford | 14              |
| 10e        | Jacky Ickx         | Belgique         | Lotus-Ford   | 12              |

## 1975
| Classement | Pilotes            | Pays           | Écuries      | Points inscrits |
| ---------- | ------------------ | -------------- | ------------ | --------------- |
| 1er        | Niki Lauda         | Autriche       | Ferrari      | 64,5            |
| 2e         | Emerson Fittipaldi | Brésil         | McLaren-Ford | 45              |
| 3e         | Carlos Reutemann   | Argentine      | Brabham-Ford | 37              |
| 4e         | James Hunt         | Royaume-Uni    | Hesketh-Ford | 33              |
| 5e         | Clay Regazzoni     | Suisse         | Ferrari      | 25              |
| 6e         | José Carlos Pace   | Brésil         | Brabham-Ford | 24              |
| 7e         | Jody Scheckter     | Afrique du Sud | Tyrrell-Ford | 20              |
| 8e         | Jochen Mass        | Allemagne      | McLaren-Ford | 20              |
| 9e         | Patrick Depailler  | France         | Tyrrell-Ford | 12              |
| 10e        | Tom Pryce          | Royaume-Uni    | Shadow-Ford  | 8               |

## 1976
| Classement | Pilotes           | Pays           | Écuries                    | Points inscrits |
| ---------- | ----------------- | -------------- | -------------------------- | --------------- |
| 1er        | James Hunt        | Royaume-Uni    | McLaren-Ford               | 69              |
| 2e         | Niki Lauda        | Autriche       | Ferrari                    | 68              |
| 3e         | Jody Scheckter    | Afrique du Sud | Tyrrell-Ford               | 49              |
| 4e         | Patrick Depailler | France         | Tyrrell-Ford               | 39              |
| 5e         | Clay Regazzoni    | Suisse         | Ferrari                    | 31              |
| 6e         | Mario Andretti    | États-Unis     | Parnelli-Ford / Lotus-Ford | 22              |
| 7e         | John Watson       | Royaume-Uni    | Penske-Ford                | 20              |
| 8e         | Jacques Laffite   | France         | Ligier-Matra               | 20              |
| 9e         | Jochen Mass       | Allemagne      | McLaren-Ford               | 19              |
| 10e        | Gunnar Nilsson    | Suède          | Lotus-Ford                 | 11              |

## 1977
| Classement | Pilotes           | Pays           | Écuries      | Points inscrits |
| ---------- | ----------------- | -------------- | ------------ | --------------- |
| 1er        | Niki Lauda        | Autriche       | Ferrari      | 72              |
| 2e         | Jody Scheckter    | Afrique du Sud | Wolf-Ford    | 55              |
| 3e         | Mario Andretti    | États-Unis     | Lotus-Ford   | 47              |
| 4e         | Carlos Reutemann  | Argentine      | Ferrari      | 42              |
| 5e         | James Hunt        | Royaume-Uni    | McLaren-Ford | 40              |
| 6e         | Jochen Mass       | Allemagne      | McLaren-Ford | 25              |
| 7e         | Alan Jones        | Australie      | Shadow-Ford  | 22              |
| 8e         | Gunnar Nilsson    | Suède          | Lotus-Ford   | 20              |
| 9e         | Patrick Depailler | France         | Tyrrell-Ford | 20              |
| 10e        | Jacques Laffite   | France         | Ligier-Matra | 18              |

## 1978
| Classement | Pilotes            | Pays           | Écuries            | Points inscrits |
| ---------- | ------------------ | -------------- | ------------------ | --------------- |
| 1er        | Mario Andretti     | États-Unis     | Lotus-Ford         | 64              |
| 2e         | Ronnie Peterson    | Suède          | Lotus-Ford         | 51              |
| 3e         | Carlos Reutemann   | Argentine      | Ferrari            | 48              |
| 4e         | Niki Lauda         | Autriche       | Brabham-Alfa Romeo | 44              |
| 5e         | Patrick Depailler  | France         | Tyrrell-Ford       | 34              |
| 6e         | John Watson        | Royaume-Uni    | Brabham-Alfa Romeo | 25              |
| 7e         | Jody Scheckter     | Afrique du Sud | Wolf-Ford          | 24              |
| 8e         | Jacques Laffite    | France         | Ligier-Matra       | 19              |
| 9e         | Gilles Villeneuve  | Canada         | Ferrari            | 17              |
| 10e        | Emerson Fittipaldi | Brésil         | Copersucar-Ford    | 17              |

## 1979
| Classement | Pilotes           | Pays           | Écuries       | Points inscrits |
| ---------- | ----------------- | -------------- | ------------- | --------------- |
| 1er        | Jody Scheckter    | Afrique du Sud | Ferrari       | 51              |
| 2e         | Gilles Villeneuve | Canada         | Ferrari       | 47              |
| 3e         | Alan Jones        | Australie      | Williams-Ford | 40              |
| 4e         | Jacques Laffite   | France         | Ligier-Ford   | 36              |
| 5e         | Clay Regazzoni    | Suisse         | Williams-Ford | 29              |
| 6e         | Patrick Depailler | France         | Ligier-Ford   | 20              |
| 7e         | Carlos Reutemann  | Argentine      | Lotus-Ford    | 20              |
| 8e         | René Arnoux       | France         | Renault       | 17              |
| 9e         | John Watson       | Royaume-Uni    | McLaren-Ford  | 15              |
| 10e        | Didier Pironi     | France         | Tyrrell-Ford  | 14              |